# Marion Leonard
Marion Leonard (Cincinnati, Ohio, 9 de juny de 1881 – Woodland Hills, Los Angeles, 9 de gener de 1956) va ser una actriu de cinema mut nord-americana molt popular entre 1908 i 1915.

## Biografia
Leonard va ser contractada per la Biograph el 1908, però abans ja havia actuat per a la Kalem, on havia substituït breument Gene Gauntier com a actriu principal. Es desconeix completament, però, en quines pel·lícules va actuar amb la Kalem. No obstant això, si hem de fer cas de la ràpida ascensió de Leonard dins de la Biograph, que en aquell moment era l'estudi més important, probablement era una actriu amb talent. Amb la marxa de Florence Lawrence va ser coneguda com la nova Biograph Girl. A la Biograph, de seguida va començar a treballar amb D.W. Griffith, qui va dirigir la gran majoria de les pel·lícules en què va aparèixer fins a la seva marxa el 1910 per incorporar-se a la Reliance Company. També a la Biograph va conèixer el que seria el seu marit, el guionista i director Stanner E. V. Taylor.
Un any després, el 1911, el matrimoni abandona Reliance per formar la seva pròpia productora independent: la Gem Motion Picture Company. Els papers de Leonard a la Gem eren els de heroïnes fortes, valentes i honorables. La Gem, però, va fer fallida a finals del 1911, fins i tot abans que les 26 pel·lícules rodades es poguessin estrenar per culpa d'un conflicte d'interessos amb la Sales Company, l'única que distribuïa pel·lícules independents en aquell moment. Les pel·lícules van ser adquirides per a la seva distribució per la Rex Motion Picture Company i Marion va deixar el cinema durant un any.

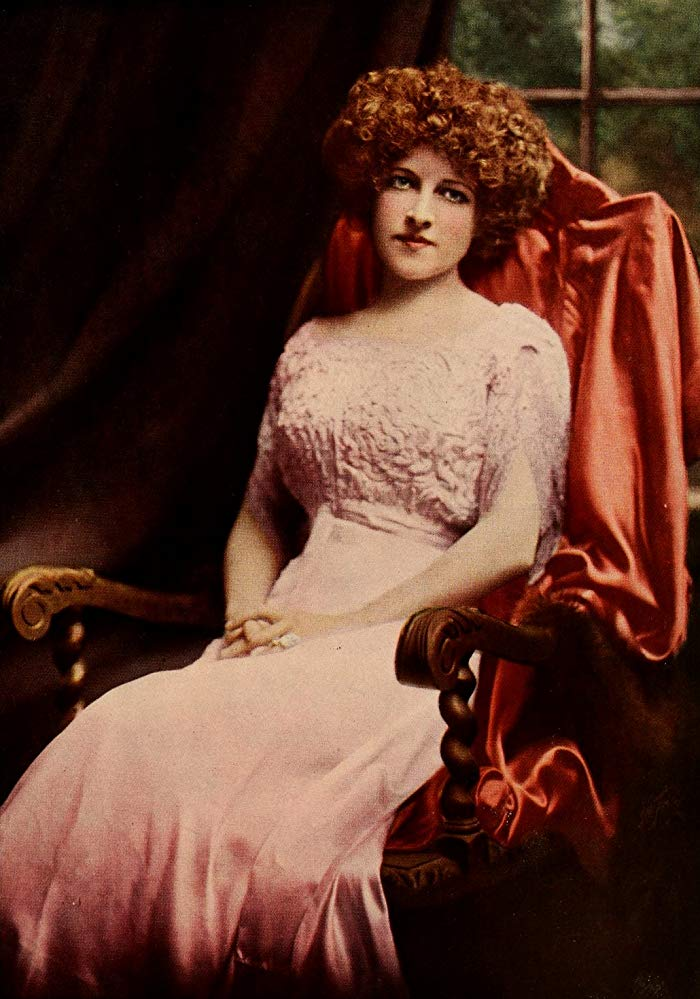
Retrat colorejat de l'actriu del 1913

L'any següent, Leonard i Taylor van iniciar una altra empresa: la Monopol Film Company, utilitzant la seva popularitat i aprofitant el creixent interès del públic pel cinema. Leonard i Taylor es van traslladar a Califòrnia per començar a rodar pel·lícules, però el 1913 van abandonar la Monopol per formar una altra companyia independent: la Mar-Leon Productions, que no va durar més d'un any. L'estiu de 1914 la Mar-Leon desapareixia i Leonard abandonava el cinema el 1915. L'actriu va morir el 1956 a Woodland Hills (Los Angeles).

## Filmografia

### Biograph
- At the Crossroads of Life (1908)
- The Tavern Keeper's Daughter (1908)
- The Bandit's Waterloo (1908)
- The Greaser's Gauntlet (1908)
- The Fatal Hour (1908)
- Where the Breakers Roar (1908)
- Father Gets in the Game (1908)
- The Feud and the Turkey (1908)
- The Test of Friendship (1908)
- An Awful Moment (1908)
- The Christmas Burglars (1908)
- The Helping Hand (1908)
- The Heart of an Outlaw (1909)
- One Touch of Nature (1909)
- The Maniac Cook (1909)
- Love Finds a Way (1909)
- The Sacrifice (1909)
- A Rural Elopement (1909)
- The Criminal Hypnotist (1909)
- The Fascinating Mrs. Francis (1909)
- The Welcome Burglar (1909)
- The Cord of Life (1909)
- The Girls and Daddy (1909)
- The Brahma Diamond (1909)
- A Wreath in Time (1909)
- Tragic Love (1909)
- The Joneses Have Amateur Theatricals (1909)
- The Hindoo Dagger (1909)
- The Politician's Love Story (1909)
- The Golden Louis (1909)
- At the Altar (1909)
- The Prussian Spy (1909)
- A Fool's Revenge (1909)
- The Roue's Heart (1909)
- The Salvation Army Lass (1909)
- The Lure of the Gown (1909)
- The Voice of the Violin (1909)
- And a Little Child Shall Lead Them (1909)
- A Burglar's Mistake (1909)
- The Medicine Bottle (1909)
- A Drunkard's Reformation (1909)
- Trying to Get Arrested (1909)
- A Rude Hostess (1909)
- The Winning Coat (1909)
- The Drive for a Life (1909)
- Lucky Jim (1909)
- Tis an Ill Wind That Blows No Good (1909)
- The Eavesdropper (1909)
- The Note in the Shoe (1909)
- The Jilt (1909)
- Resurrection (1909)
- Two Memories (1909)
- His Duty (1909)
- The Violin Maker of Cremona (1909)
- The Lonely Villa (1909)
- A New Trick (1909)
- The Faded Lilies (1909)
- Her First Biscuits (1909)
- The Peachbasket Hat (1909)
- The Way of Man (1909)
- With Her Card (1909)
- The Indian Runner's Romance (1909)
- The Mills of the Gods (1909)
- Pranks (1909)
- The Sealed Room (1909)
- The Hessian Renegades (1909)
- Comata, the Sioux (1909)
- The Children's Friend (1909)
- The Broken Locket (1909)
- Leather Stocking (1909)
- Pippa Passes (1909)
- Fools of Fate (1909)
- His Lost Love (1909)
- The Expiation (1909)
- In the Watches of the Night (1909)
- Lines of White on a Sullen Sea (1909)
- The Gibson Goddess (1909)
- Nursing a Viper (1909)
- The Light That Came (1909)
- The Restoration (1909)
- A Sweet Revenge (1909)
- In the Window Recess (1909)
- The Death Disc: A Story of the Cromwellian Period (1909)
- Through the Breakers (1909)
- The Test (1909)
- A Trap for Santa Claus (1909)
- In Little Italy (1909)
- The Day After (1909)
- The Rocky Road (1910)
- On the Reef (1910)
- The Call (1910)
- The Cloister's Touch (1910)
- The Duke's Plan (1910)
- In Old California (1910)
- The Converts (1910)
- Gold Is Not All (1910)
- His Last Dollar (1910)
- The Two Brothers (1910)
- As It Is in Life (1910)
- Thou Shalt Not (1910)
- The Gold Seekers (1910)
- Love Among the Roses (1910)
- Over Silent Paths (1910)
- An Affair of Hearts (1910)
- The Call to Arms (1910)
- A Salutary Lesson (1910)
- The Sorrows of the Unfaithful (1910)
- The Oath and the Man (1910)
- Rose O'Salem Town (1910)

### Reliance
- In the Gray of the Dawn (1910)
- The Armorer's Daughter (1910)
- Where Sea and Shore Doth Meet (1910)
- Under a Changing Sky (1910)
- Moulders of Souls (1910)
- So Runs the Way (1910)
- When Woman Wills (1910)
- A Dispensation (1910)
- The Thin Dark Line (1910)
- The Refuge (1910)
- A Sacrifice, and Then (1910)
- Tangled Lines (1911)
- The Two Paths (1911)
- As the Master Orders (1911)
- The Hour of Fate (1911)
- On Kentucky Soil (1911)
- A Country Girl (1911)
- The Vows (1911)
- For Remembrance (1911)
- The Last Laugh (1911)
- A Brass Button (1911)
- The Command from Galilee (1911)
- The School Ma'am's Courage (1911)
- The Little Avenger (1911)
- Souls Courageous (1911)
- Ever the Accuser (1911)
- The Trump Card (1911)
- From the Valley of Shadows (1911)
- At Sword's Points (1911)
- Till Death Do Us Part (1911)
- A Tale of Ebon Tints (1911)
- In the Tepee's Light (1911)
- Such Is the Kingdom (1911)
- Over the Shading Edge (1911)
- A Left Hook (1911)
- The Conflict (1911)
- The Harves (1911)
- O'er Grim Fields Scarred (1911)
- In Flowers Paled (1911)
- The Minute and the Maid (1911)
- The Price of Vanity (1911)
- For His Sake (1911)

### Rex Motion Picture Company
- The Defender of the Name (1912)
- Through Twisting Lanes (1912)
- So Speaks the Heart (1912)
- Under Her Wing (1912)
- The End of the Circle (1912)
- Through Flaming Gates (1912)
- Songs of Childhood Days (1912)
- In Payment Full (1912)
- The Strength of the Weak (1912)
- The Light on the Way (1912)
- The Unending Love (1912)
- The Seal of Time (1912)
- While Wedding Bells Ring Out (1912)
- The Serpent's Eyes (1912)
- A Thorn in Vengeance (1912)
- The Eternal Conflictor (1912)
- What Avails the Crown (1912)
- Stars: Their Courses Change (1912)
- Ashes of Hope (1912)
- Tears o' Peggy (1912)
- The Diamond Path (1912)
- The Voice of the Millions (1912)
- Looking Backward (1912)
- The Unknown Bride (1912)
- The Mother Heart (1912)
- When Love Rules (1912)
- Through Memory Blank (1912)
- The Hour of Peril (1912)
- None Can Do More (1912)
- Thus Many Souls (1912)
- The Leader of the Band (1912)
- In Honor Bound (1912)
- The Ghost of a Bargain (1912)
- Lost a Husband (1912)
- The Conflict's End (1912)
- The Hidden Bonds (1912)

### Monopol
- Through a Higher Power (1912)
- As in a Looking Glass (1913)
- Carmen (1913)
- Those Who Live in Glass Houses (1913)
- The Seed of the Fathers (1913)

### Mar-Leon Film Corporation
- A Tender-Hearted Crook (Biograph, 1913)
- The Dead Secret (1913)
- The Journey's Ending (1913)
- In the Watches of the Night (1913)
- A Leaf in the Storm (1913)
- The Rose of Yesteryear (1914)
- The Awakening of Donna Isolla (1914)
- Mother Love (1914)
- The Light Unseen (1914)
- The Drift (1914)
- The Romany Rye (1914)
- The Vow (1915)
- The Dragon's Claw (Balboa Amusement Producing Company, 1915)